# Fall on Me
«Fall on Me» es el primer sencillo del álbum Lifes Rich Pageant de la banda norteamericana R.E.M., lanzado el 28 de julio de 1986.
Cuando apareció por primera vez durante los conciertos en vivo en 1985, la canción tenía una melodía diferente, que posteriormente fue cambiando en el momento de la grabación de Lifes Rich Pageant. La canción alcanzó la posición 5 en el Mainstream Rock Tracks y la 94 en el Billboard Hot 100.
La banda Cry Cry Cry utilizó el sencillo como canción apertura para su álbum de versiones.

## Posicionamiento
| Lista                  | Posición |
| ---------------------- | -------- |
| Mainstream Rock Tracks | 5        |
| Billboard Hot 100      | 94       |